# 1. Division 1926/1927
Dvacátý sedmý ročník 1. Division (1. belgické fotbalové ligy) se konal od září 1926 do června 1927.
Soutěže se zúčastnilo opět 14 klubů. Sezonu vyhrál po šestnácti letech a podruhé v klubové historii Cercle Bruggy. Nejlepším střelcem se stal hráč Standard Lutych Lucien Fabry, který vstřelil 28 branek.